# جيرت ماركوس
جيرت ماركوس (بالألمانية: Gert Marcus؛ بالسويدية: Gert Marcus) هو نحات وفنان سويدي وألماني، ولد في 10 نوفمبر 1914 في هامبورغ في ألمانيا، وتوفي في 23 ديسمبر 2008 في ستوكهولم في السويد.